# Bokehall
Bokehall är ett fritidsområde någon kilometer öster om Höör i Höörs kommun. Orten ligger omedelbart söder om Bokeslund. Där finns mycket skog, speciellt bokar.